# طلال الجنيبي
طلال الجنيبي شاعر وكاتب إماراتي ولد عام 1971م. صدر له مجموعة من الدواوين الشعرية منها: (على ضفاف البوح)، و(تهفو إليك). وحصل ديوانه (على قيد اللحظة) على فاز بجائزة أفضل ديوان شعري في دولة الإمارات العربية المتحدة عام 2017م.

## التعليم
- حاصل على دكتوراه في إدارة الموارد البشرية من جامعة نيوكاسل في المملكة المتحدة عام 2001م.[4]

## العمل
- أستاذ جامعي وخبير دولي في السلوك التنظيمي وإدارة الموارد البشرية.[5]

## إصدارات
| الإصدار           | سنة النشر | ملاحظات                                                               |
| ----------------- | --------- | --------------------------------------------------------------------- |
| على ضفاف البوح    | 2016      |                                                                       |
| على قيد لحظة      | 2017      | فاز بجائزة أفضل ديوان شعري في دولة الإمارات العربية المتحدة عام 2017. |
| الإمارات في القلب | 2018      |                                                                       |
| زوايا باريسية     | 2018      |                                                                       |
| رباعيات الجنيبي   | 2018      |                                                                       |
| أراك عكسك         | 2019      |                                                                       |
| لإلاك لا لن       | 2019      |                                                                       |
| تصطاد ضوءا        | 2019      |                                                                       |
| كآخر من يعود      | 2020      | [ 6 ]                                                                 |
| تهفو إليك         | 2021      | [ 5 ]                                                                 |

## الجوائز
- حاصل على جائزة الأمانة العامة لدول مجلس التعاون.
- حاصل على جائزة أبو ظبي التقديرية عام 2015.
- حاصل على جائزة رئيس الدولة «خليفة الفخر» لمجمل العطاء الفكري والثقافي والمجتمعي عام 2015.[7]
- حاصل على جائزة الشاعر العالمي من البرلمان الأوروبي من بروكسل عام 2020م.[8][9]